# Supercopa MX
De Supercopa MX is de nationale supercup van Mexico, die jaarlijks voorafgaand aan het nieuwe seizoen gespeeld wordt tussen de winnaars van de Apertura en Clausura van de Copa MX van het voorgaande seizoen. De winnaar van de wedstrijd kwalificeert zich als derde Mexicaanse club voor de Copa Libertadores van het volgende jaar en stroomt in in de eerste ronde van dat toernooi. De Supercopa MX werd in juni 2013 in het leven geroepen door de voorzitter van de Liga MX, Decio De María, met als doel de bekertoernooien meer waarde te geven. In juli 2014 werd de eerste editie van de Supercopa MX gespeeld tussen Monarcas Morelia en Club Tigres, die over twee wedstrijden werd gewonnen door Morelia. De Mexicaanse voetbalbond besloot in 2015 de Supercopa voortaan niet meer als tweeluik te laten spelen, maar het te beperken tot één wedstrijd op neutrale grond. Vanaf 2015 wordt de wedstrijd tevens elk jaar in een stadion in de Verenigde Staten georganiseerd, niet in Mexico zelf.
In Mexico wordt ook elk jaar om de Campeón de Campeones gespeeld, met een gelijke opzet als de Supercopa MX, met als deelnemers de winnaars van de Apertura en Clausura in het voorgaande Liga MX-seizoen. Het werd in de jaren 50 reeds opgericht, maar werd tussen 2006 en 2014 niet gespeeld. In 2015 werd de wedstrijd voor het eerst in negen jaar weer gespeeld, op dezelfde avond en in hetzelfde stadion als de Supercopa MX 2015.

## Overzicht
| jaar | winnaar          | uitslag | finalist         | kwalificatie           | prestatie   |
| ---- | ---------------- | ------- | ---------------- | ---------------------- | ----------- |
| 2014 | Monarcas Morelia | 5–4     | Club Tigres      | –                      | –           |
| 2015 | Puebla FC        | 1–0     | Monarcas Morelia | Copa Libertadores 2016 | Eerste fase |
| 2016 | Guadalajara      | 2–0     | Veracruz         | –                      | –           |
| 2017 | Querétaro        | 2-0     | América          | –                      | –           |